# Chengdu Jian-7
Chengdu Jian-7, förkortat Jian-7 eller J-7 (kinesiska: 成都建7,健-7, 歼-7. Exportnamn: F-7. NATO-rapporteringsnamn: Fishcan), är ett kinesiskt jaktflygplan. Planet är en direkt kopia av det sovjetiska jaktflygplanet Mikojan-Gurevitj MiG-21.
Från Folkrepubliken Kinas grundande fram till början av 1960-talen stod Kina i mycket nära kontakt med Sovjetunionen och man utbytte många militära hemligheter med varandra. Bland annat fick Kina ritningarna till det nya sovjetiska stridsflygplanet MiG-21 och även några få plan. Med dessa i hand började Kina snart tillverka sin egen kopia av planet och det första tillverkades 1965 och över 2 400 plan byggdes.
Flera hundra har exporterats till andra länder, då under namnet F-7. Kina har slutat att använda flygplanet i tjänst. Flera uppdateringar av flygplanet har gjorts under åren och så sent som 2003 kom en ny typ kallad J-7G. Flygplanet slutade tillverkas 2013.

## Bilder

J-7I.
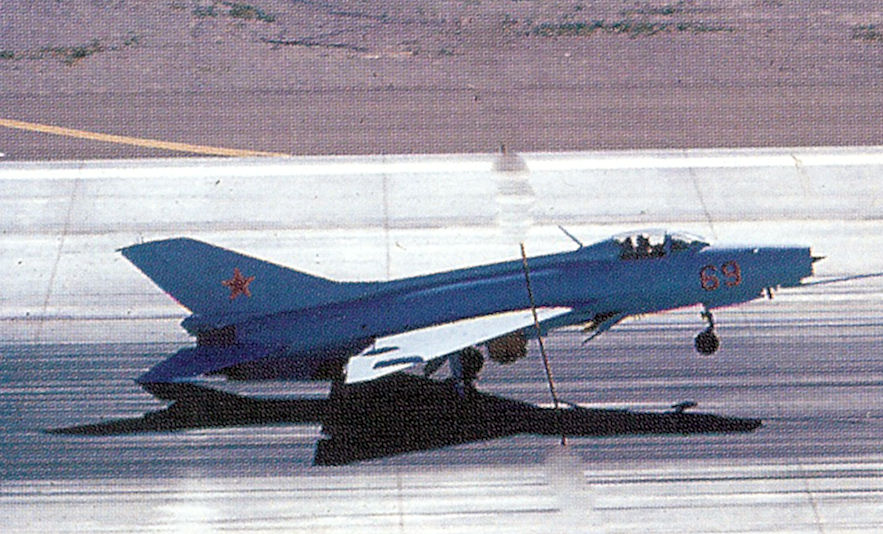
J-7B.
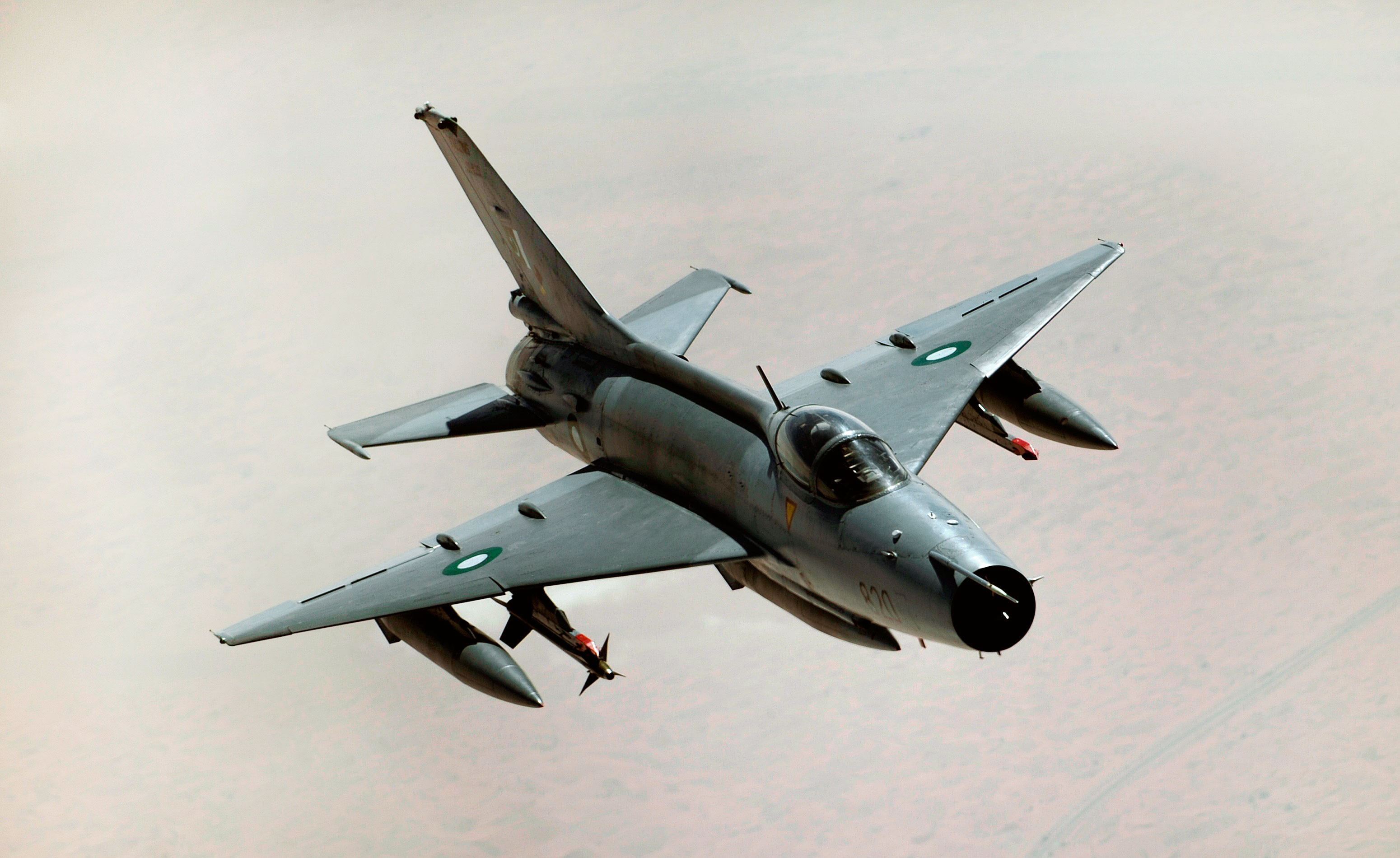
Pakistansk J-7.
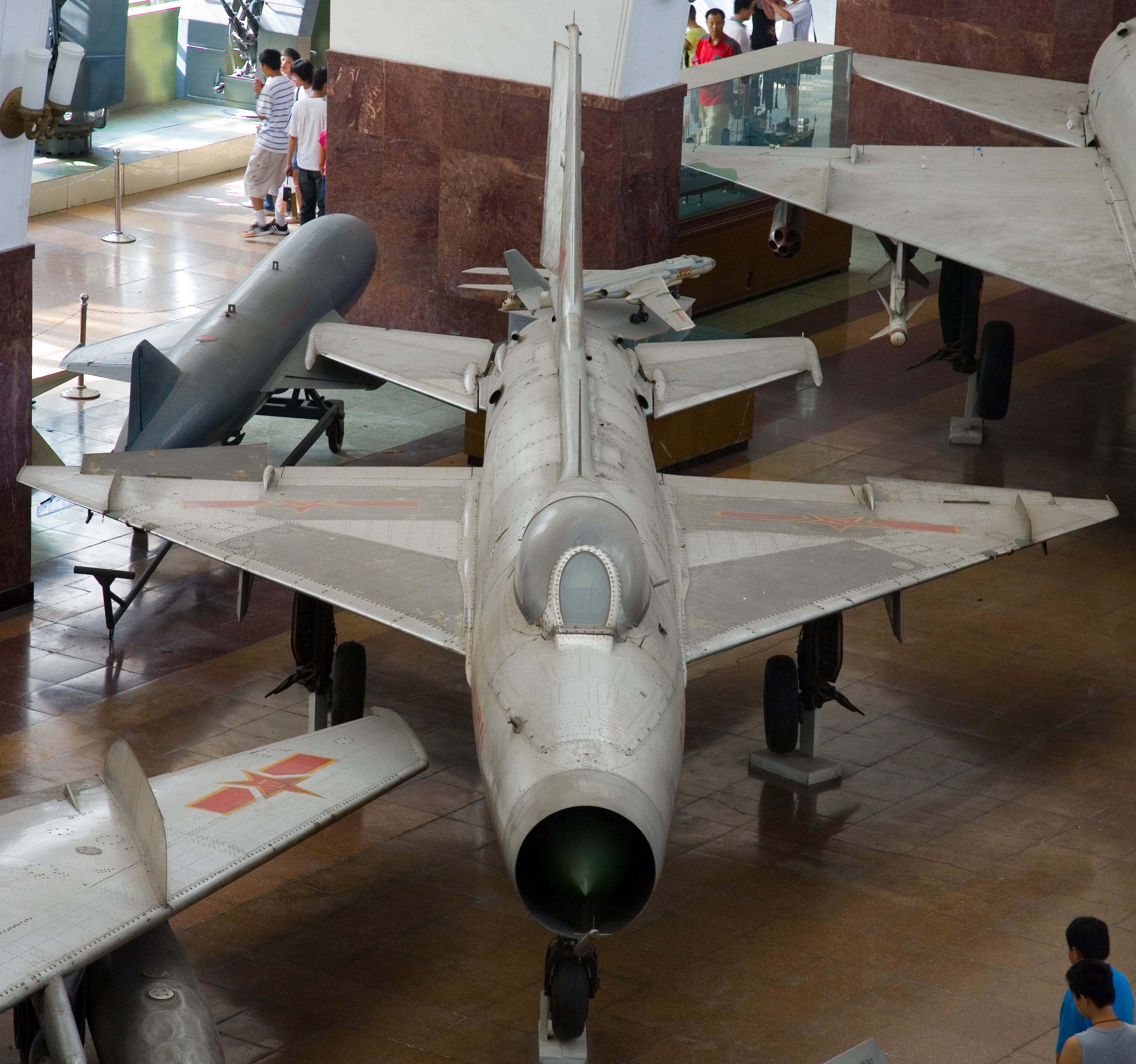
En J-7 utställd på Pekings militärmuseum.